# João Traquina
João Miguel Traquina André (sinh ngày 29 tháng 8 năm 1988), hay Traquina, là một cầu thủ bóng đá người Bồ Đào Nha thi đấu cho Académica de Coimbra ở vị trí tiền đạo.

## Sự nghiệp câu lạc bộ
Sinh ra ở Alcobaça, Traquina hoàn thành đội hình cùng với Académica de Coimbra. Anh thi đấu ở bóng đá hạng dưới cho đến 25 tuổi, cùng với G.D. Tourizense (2 mùa giải), F.C. Pampilhosa, Sertanense FC, AD Fafe, Associação Naval 1º de Maio và Sertanense FC; anh nằm trong đội hình của G.D. Estoril Praia thi đấu ở Giải bóng đá hạng nhất quốc gia Bồ Đào Nha trong nửa đầu của mùa giải 2009–10, nhưng không được ra sân.
Vào tháng 5 năm 2014, Traquina ký hợp đồng cho S.C. Covilhã ở hạng hai. Anh có màn ra mắt cho giải đấu vào ngày 9 tháng 8, thi đấu hết 90 phút trong trận hòa 1–1 trên sân khách trước Portimonense SC.